# Levanttanglibel
De levanttanglibel (Onychogomphus macrodon) is een echte libel uit de familie van de rombouten (Gomphidae).
De levanttanglibel staat op de Rode Lijst van de IUCN als kwetsbaar, beoordelingsjaar 2006, de trend van de populatie is volgens de IUCN dalend. De soort komt voor van het zuidoosten van Turkije tot het noorden van Israël.
De wetenschappelijke naam van de soort werd in 1887 gepubliceerd door Edmond de Selys Longchamps. De Nederlandstalige naam is ontleend aan Libellen van Europa.